# Falso sabotaggio della fabbrica De Havilland
Il finto sabotaggio alla fabbrica De Havilland fu un'operazione di inganno condotta con successo dai servizi segreti britannici durante la seconda guerra mondiale.
Il finto sabotaggio, condotto nella notte tra il 29 e il 30 gennaio 1943, mirava a far credere agli aerei da ricognizione tedeschi che una bomba di grandi dimensioni fosse esplosa all'interno della centrale elettrica all'interno della fabbrica di aerei De Havilland Mosquito a Hatfield, in Inghilterra.
I britannici, infatti, erano stati informati da Eddie Chapman che era stato mandato dai tedeschi a sabotare la fabbrica e decisero di simulare il successo della missione allo scopo di utilizzare lo stesso Chapman come agente doppio infiltrato nell'Abwehr.
Con l'aiuto di Jasper Maskelyne, un mago professionista, e di una squadra di esperti in mimetizzazione, sono stati creati dei trasformatori elettrici in legno e cartapesta, gli edifici sono stati mimetizzati e i detriti sono stati sparsi attorno alla centrale allo scopo che vista dall'altro sembrasse danneggiata da un'esplosione.
Lo stratagemma si rivelò efficace nell'ingannare l'Abwehr e Chapman venne addirittura insignito della Croce di Ferro come ricompensa per il suo lavoro.

## Contesto
Eddie Chapman, un criminale comune inglese che si trovava in prigione al tempo dell'occupazione tedesca delle Isole del Canale, escogitò un piano per ritornare in libertà comunicando ai funzionari tedeschi la sua volontà di diventare una spia. Dopo essere stato trasferito a Fort de Romainville a Parigi, il capitano Stephan von Gröning, a capo dell'Abwehr a Nantes, si assicurò che Chapman venisse addestrato come spia in grado di maneggiare esplosivi, lanciarsi con il paracadute e comunicare con il comando tedesco via radio. La missione assegnata a Chapman era di tornare in Gran Bretagna dovre avrebbe sabotato la fabbrica De Havilland di Hatfield, che produceva il bombardiere Mosquito.
Una volta paracudato a Littleport, nel Cambridgeshire, Chapman si consegnò alla polizia locale e si offrì di lavorare per l'MI5, che decise di usarlo come agente doppio.
Per assicurarsi che i tedeschi continuassero a fidarsi di Chapman, gli ufficiali dell'MI5 decisero di simulare il successo dell'operazione di sabotaggio che i tedeschi gli avevano affidato. Essenziale per il successo della missione è stato il fatto che la notizia venne ampiamente riportata dai media, compreso il Times. Con l'aiuto del proprietario della fabbrica Hatfield, che era a conoscenza del complotto, Chapman si recò allo stabilimento De Havilland e ispezionò il sito come se dovesse realmente compiere il sabotaggio. Dopotutto, sarebbe stato interrogato al suo ritorno all'Abwehr e avrebbe dovuto avere una storia solida e coerente su come aveva portato a termine la sua missione.
Dopo aver analizzato il sito, Chapman sviluppò il suo "piano". Dopo aver scavalcato una piccola recinzione di filo spinato, ha posizionato una valigia contenente trenta libbre di esplosivo vicino a quattro trasformatori alloggiati in un cortile recintato. Un'altra valigia sarebbe stata collocata in quella che la ricognizione tedesca identificò erroneamente come una centrale elettrica sussidiaria, ma che in realtà era una vecchia struttura utilizzata per una piscina, ora non più in uso. Attivando i fusibili con un ritardo di un'ora, Chapman sarebbe riuscito a fuggire in tempo e a infliggere un colpo devastante alla fabbrica. Rendendosi conto che sarebbe stato praticamente impossibile per un uomo trasportare sessanta libbre di esplosivo in due valigie oltre una recinzione, decise che avrebbe avuto bisogno di un "complice". Prima di partire per la Gran Bretagna, i funzionari dell'Abwehr dissero a Chapman che avrebbe potuto usare i membri della sua ex "Jelly Gang", il suo piccolo gruppo criminale prebellico, come complici se necessario. Pertanto, Chapman avrebbe cercato teoricamente l'aiuto dell'ex leader della Jelly Gang, Jimmy Hunt, che in realtà era ancora in prigione. Per convincere i tedeschi che era in grado di costruire le bombe, Chapman visitò anche diversi magazzini per verificare se fosse possibile reperire tutti gli ingredienti necessari. Anche con il razionamento in tempo di guerra, trovò sorprendentemente facile farlo.

### Importanza della fabbrica De Havilland
Per ragioni sia militari che politiche, nel 1942 l'Abwehr aveva designato la fabbrica De Havilland a nord di Londra come obiettivo per operazioni di sabotaggio. La ragione principale era perché in questa fabbrica dal 1940 era realizzato l'aereo Mosquito, un bombardiere veloce e versatile che la Luftwaffe trovava difficile da contrastare. Questo aereo era in grado di raggiungere Berlino con 4000 libbre di bombe e di volare con una velocità massima di 400 miglia orarie. Questi aerei, con equipaggio formato da due persone, erano costruiti quasi interamente in legno e potevano essere assemblati a basso costo da carpentieri ed ebanisti. Soprannominato "la meraviglia di legno", l'aereo venne utilizzato principalmente per missioni di bombardamento mirato perché era molto leggero e in grado di sganciare le bombe con precisione. Durante la guerra, i bombardieri Mosquito furono responsabili degli attacchi al quartier generale della Gestapo in Norvegia e Danimarca e alla prigione di Amiens nella Francia occupata dai tedeschi.

Il capo della Luftwaffe, il Reichsmarschall Hermann Göring, era particolarmente invidioso del Mosquito britannico:
Mi infurio quando vedo il Mosquito. Divento verde e giallo dall'invidia. Gli inglesi, che possono permettersi l'alluminio meglio di noi, assemblano uno splendido aereo di legno, che tutte le fabbriche di pianoforti del posto stanno costruendo, e gli danno una velocità che ora hanno ulteriormente aumentato. Cosa ne pensi? Loro hanno i geni e noi gli stupidi! Dopo la fine della guerra comprerò una radio britannica, così almeno avrò qualcosa che ha sempre funzionato! 
Poiché i nazisti non riuscirono a gestire efficacemente la minaccia dei Mosquito, idearono un piano per sabotare la fabbrica De Havilland che li produceva. Pensavano che se si fosse riusciti a fermare la produzione, le sorti della guerra aerea avrebbero potuto pendere a loro favore. Per il responsabile di Chapman, Stephan von Gröning, il sabotaggio avrebbe dimostrato le capacità della sua nuova spia e rafforzato la reputazione dell'Abwehr nel suo complesso. Se la fabbrica De Havilland si fosse rivelata una missione troppo impegnativa per Chapman, i piani di emergenza includevano l'attacco alle raffinerie di zucchero e gomma, una fabbrica di eliche per aerei a sud-ovest di Londra, o semplicemente il lasciare bombe negli armadietti delle stazioni della metropolitana.

## Preparazione ed esecuzione di finti sabotaggi

### Mimetizzazione della fabbrica
Rendendosi conto che convincere i tedeschi dell'avvenuto sabotaggio alla fabbrica De Havilland sarebbe stato un compito arduo, gli inglesi chiesero aiuto a un mago professionista, Jasper Maskelyne, e a una squadra di esperti di mimetizzazione. Per questo compito, gli inglesi dissero loro di farlo "sembrare, dall'aria, come se il posto fosse stato portato nel Regno dei Cieli".
I piani iniziali prevedevano di posizionare lastre di amianto sul tetto della fabbrica e poi appiccare un incendio, ma questa opzione fu scartata per il timore che la Luftwaffe potesse vedere la fabbrica in fiamme e tentare di bombardarla. Invece, gli inglesi decisero di creare un "velo di mimetizzazione" che avrebbe fatto sembrare, sia dall'aria che da terra, come se la centrale elettrica della fabbrica fosse stata fatta saltare in aria da una bomba di grandi dimensioni. Sono state create quattro repliche di trasformatori utilizzando legno e cartapesta, e due di esse sono state ribaltate come se fossero state spinte lateralmente dall'esplosione della bomba. I veri trasformatori erano mascherati, "con reti e lamiere ondulate", per creare l'impressione dall'alto che si trattasse in realtà solo di un grande buco nel terreno. Nella notte tra il 29 e il 30 gennaio, i cancelli di legno verde dell'edificio che ospitava i trasformatori furono sostituiti con cancelli di legno verde danneggiati. L'edificio più piccolo era coperto da teloni dipinti in modo da sembrare un muro di mattoni mezzo demolito. Altri muri degli edifici erano coperti di fuliggine come se l'esplosione li avesse anneriti, e i detriti erano sparsi intorno alla fabbrica in un raggio di 100 piedi.
I meteorologi militari decisero che la notte in cui sarebbe stato condotto il finto sabotaggio sarebbe stata tra il 29 e il 30 gennaio, a causa delle lunghe ore di oscurità e dell'assenza di nubi. Poiché non era previsto che la luna sorgesse prima delle 2:30 del mattino, gli inglesi avrebbero avuto diverse ore di buio per dispiegare il loro velo mimetico sulla fabbrica, e la mancanza di copertura nuvolosa avrebbe garantito ai tedeschi di poter vedere le conseguenze dell'"esplosione".

### Contributo dato dalla stampa
Sebbene la creazione della scena dell'esplosione della fabbrica fosse essenziale per l'operazione, un altro aspetto fondamentale fu che le fonti di informazione in Gran Bretagna pubblicassero storie sull'incidente. Poiché Stephan von Gröning seguiva il Times alla ricerca di messaggi provenienti da Chapman, decisero che la soluzione più efficace sarebbe stata diffondere una falsa notizia sul sabotaggio . Tuttavia, il direttore del Times, Robert Barrington-Ward, si rifiutò di pubblicare la storia. Pubblicare sul suo giornale una storia che sapeva non essere vera, diceva, andava contro tutta la sua politica.
Dopo che la prima opzione fu respinta, l'MI5 decise di rivolgersi al Daily Express . Anche il direttore, Arthur Christiansen, ha sottolineato che pubblicare una storia falsa andava contro la sua politica, ma ha comunque deciso di acconsentire. Tuttavia, la censura in tempo di guerra impediva ai giornali di pubblicare qualsiasi cosa che potesse "incoraggiare il nemico", e questo rientrava certamente in questa categoria. Sapendo che i censori lo avrebbero chiamato e lo avrebbero costretto a rimuoverlo non appena avessero letto la storia, Christiansen decise di scendere a compromessi con i funzionari dell'MI5. Pubblicò il falso resoconto nella prima edizione del suo giornale che fu inviata a Lisbona, dove il giornale fu distribuito ai funzionari tedeschi in Germania e nei territori occupati. Gli inglesi conclusero che anche se i tedeschi avessero capito che la storia era stata pubblicata solo nella prima edizione, avrebbero creduto che fosse stata rimossa nelle edizioni successive a causa della censura. Chapman informò i suoi addetti tedeschi dell'imminente " sabotaggio " e il Comando Caccia della RAF ricevette l'ordine di cercare aerei da ricognizione nelle vicinanze di Hatfield ma di non attaccarli in nessuna circostanza. Se i dipendenti della fabbrica chiedevano informazioni sulla mimetizzazione, il proprietario della fabbrica era pronto a dire che si trattava di un test "per vedere se le fotografie ad alta quota possono rilevare danni di piccola entità". Nel caso in cui i membri della stampa si fossero presentati, sarebbero stati informati che "era accaduto qualcosa, ma molto piccolo e non valeva la pena di essere riportato". Con tutto questo in atto, i funzionari dell'MI5 credevano che le voci avrebbero iniziato a circolare sul presunto incidente.
Nella notte tra il 29 e il 30 gennaio, gli esperti di mimetizzazione si recarono nella fabbrica De Havilland e misero a punto il loro stratagemma. Osservando la scena, gli ufficiali dell'MI5 erano convinti che il loro piano avrebbe ingannato i tedeschi, nonostante la coltre di nubi fosse più spessa del previsto. Ronnie Reed, un ufficiale dell'MI5 responsabile della supervisione di Chapman, commentò che "l'intero quadro era molto convincente" e che "la fotografia aerea da qualsiasi altezza superiore a 2.000 piedi avrebbe mostrato una devastazione considerevole senza creare alcun sospetto".
Al termine dell'operazione, Chapman comunicò l'esito via radio a Stephan von Gröning, ricevendo in cambio i complimenti per aver completato con successo l'operazione. Al suo ritorno all'Abwehr, Chapman fu pesantemente interrogato, ma riuscì a ingannare i tedeschi facendogli credere che il sabotaggio era effettivamente avvenuto. Alla fine fu ricompensato con 100.000 Reichsmark per il suo lavoro in Inghilterra e, in riconoscimento del suo "eccezionale zelo e successo", Stephan von Gröning conferì a Chapman la Croce di Ferro . Rimane il primo e unico cittadino britannico ad aver mai ricevuto la medaglia.